# توتو ولف
تورگر کریستین «توتو» ولف (به انگلیسی: Torger Christian Toto Wolff) متولد (۱۲ ژانویهٔ ۱۹۷۲) یک سرمایه‌گذار اتریشی و راننده سابق مسابقات فرمول یک است. او ۳۳٪ از سهام تیم فرمول یک مرسدس ای‌ام‌جی پتروناس را در اختیار دارد همچنین مدیر تیم و مدیر عامل مرسدس است.
ولف فعالیت اتومبیل‌رانی خود را در مسابقات فرمول فورد اتریش و سری فرمول فورد آلمان آغاز کرد. وی مسابقه ۲۴ ساعته نوربررینگ ۱۹۹۴ را به پایان رساند و بعداً در مسابقات فیا جی‌تی و جی‌تی ایتالیا شرکت کرد. وی متخصص سرمایه‌گذاری‌های استراتژیک در شرکت‌های متوسط و صنعتی و بورسی، شامل تیم فرمول یک ویلیامز می‌باشد.

## اوایل زندگی
ولف در ۱۲ ژانویه ۱۹۷۲ در وین از مادری لهستانی و پدری اتریشی با اصالت آلمانی ترانسیلوانیا به دنیا آمد مادرش پزشک بود. وی در شهر بزرگ شد و در مدرسه فرانسوی که در آنجا بود تحصیل کرد، علی‌رغم اینکه از خانواده ثروتمندی نبود. در سن هشت سالگی ولف، تومور مغزی پدرش تشخیص داده شد. والدین وی در پی تشخیص بیماری پدر از یکدیگر جدا شدند. پدرش در دوران نوجوانی ولف در اثر بیماری درگذشت.

## فرمول یک
در سال ۲۰۰۹، ولف سهمی از تیم فرمول یک ویلیامز را خریداری کرد و به هیئت مدیره پیوست. در سال ۲۰۱۲، وی به عنوان مدیر اجرایی ویلیامز انتخاب شد و تیم آخرین پیروزی مسابقه خود را تا به امروز در جایزه بزرگ اسپانیا ۲۰۱۲ در آن سال با پاستور مالدونادو انجام داد.
در ژانویه ۲۰۱۳، ولف ویلیامز را ترک کرد و به عنوان مدیر اجرایی تیم مرسدس درآمد. در حالی که شریک تجاری خود، رنه برگر مدیر غیر اجرایی شد.
ولف هماهنگی کلیه فعالیتهای اتومبیل‌رانی مرسدس بنز را بر عهده گرفت، مسئولیتی که قبلاً نوربرت هاگ بر عهده داشت. در سال ۲۰۱۴، ولف دو سوم سهام ویلیامز خود را به برد هولینگر، تاجر آمریکایی فروخت. در تاریخ ۹ مارس ۲۰۱۶، ولف سهام باقی مانده خود را در تیم ویلیامز فروخت.
پس از پایان فصل ۲۰۲۰، ولف قرارداد جدیدی با مرسدس امضا کرد که باعث می‌شود وی ۳ سال دیگر به عنوان مدیر تیم و مدیرعامل باقی بماند.

## زندگی شخصی
ولف با همسر دوم خود، سوزی ولف در بین خانه‌های آکسفوردشایر، انگلیس و ارماتینگن در دریاچه کنستانس، سوئیس زندگی می‌کند.در ۱۱ آوریل ۲۰۱۷، سوزی در توییتر اعلام کرد که روز قبل اولین فرزندشان را به دنیا آورده‌است.
ولف همچنین مسئولیت کلی تیم مرسدس فرمول ای را بر عهده دارد و گهگاه در مسابقات فرمول E شرکت می‌کند.
ولف به زبانهای آلمانی، انگلیسی، فرانسوی، ایتالیایی و لهستانی صحبت می‌کند. وی از ازدواج قبلی دارای دو فرزند است.

## انسان دوستی
ولف نایب رئیس بنیاد مری بندت است. این بنیاد تلاش می‌کند زندگی را برای کودکان کم برخوردار بهتر کند. پروژه‌های آن شامل بهبود شرایط زندگی در مراکز مراقبت روزانه، خوابگاه‌ها و زمین‌های بازی است. ایجاد محیط‌های شاد مانند استودیوهای تمرین. حمایت از استعداد با بورس تحصیلی و افتتاح مراکز کودکان نابینا و معلول برای آماده‌سازی بهتر آنها برای زندگی در جامعه روزمره.